# Las Grietas

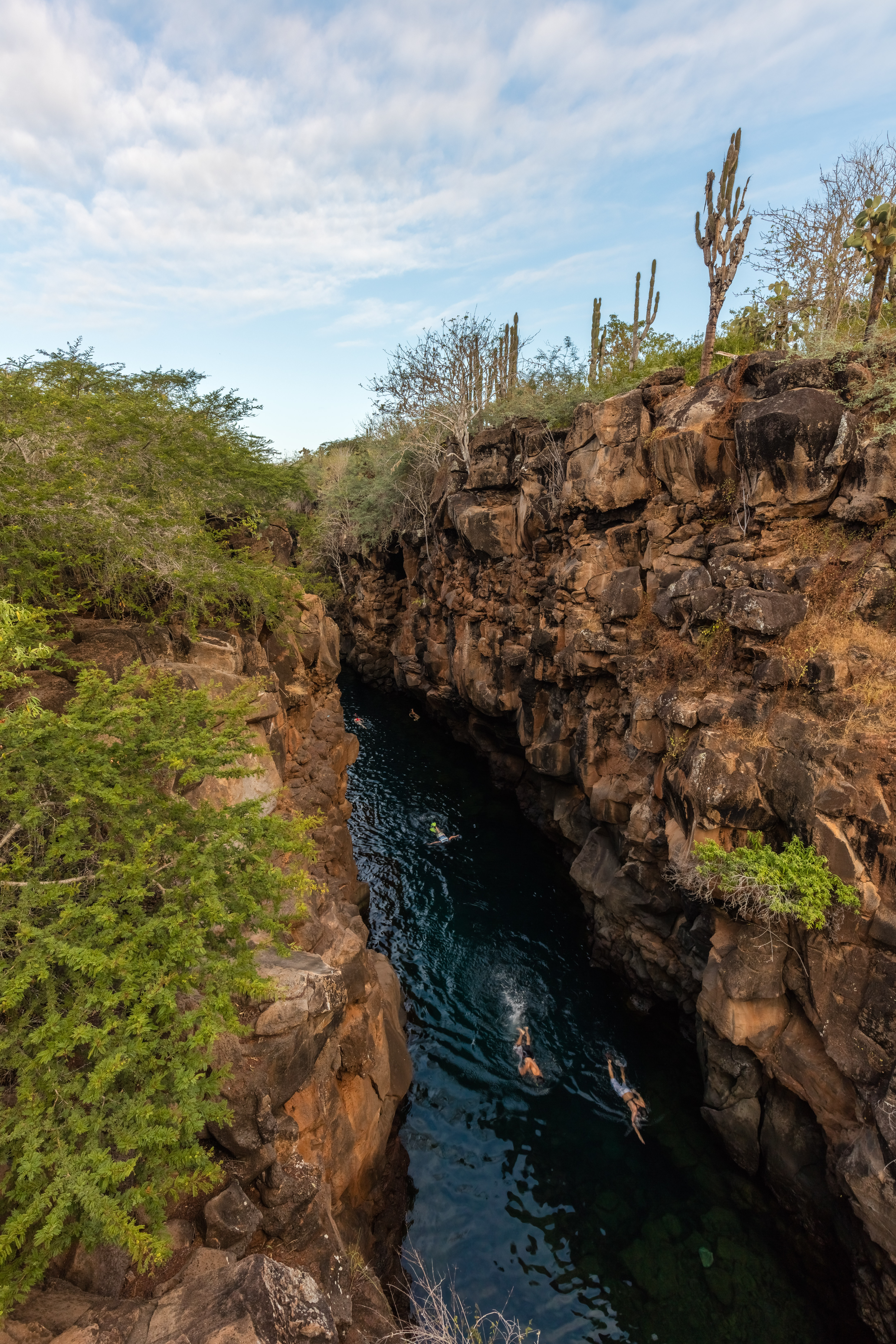
Vista superior de Las Grietas.

Las Grietas es una formación rocosa volcánica y área de entretenimiento acuático ubicado en la isla Santa Cruz, islas Galápagos, Ecuador. Se encuentra al sur de la isla, al oeste de bahía Academia, a 3 km de Puerto Ayora.

## Acceso
Para acceder a las Grietas hay que utilizar una embarcación desde el muelle municipal de Ayora hasta el muello del hotel Delfín. A partir de ahí hay un camino acondicionado a través de la playa, unas lagunas y una zona residencial hasta Las Grietas. Durante el trayecto se pueden apreciar enormes cactus (Opuntia echios) que han alcanzado ese tamaño para protegerse de iguanas y tortugas gigantes, que también consumen cactus, así como de una vegetación densa de arbustos. La entrada al área es gratuita, por regulaciones del parque nacional Galápagos todo visitante debe ingresar con un guía, para asegurarse de cumplir con las directrices y horarios establecidos por el PNG.

## Características
Las Grietas está formada por fisuras de lava que forman dos paredes gigantes atravesadas por un brazo de agua salobre filtrada desde la parte alta donde se mezcla con el agua del mar.
Las Grietas cuenta con dos tipos de aguas: la superficial, dulce que llega por medio de filtración y la más profunda, agua salada del mar. La mezcla de las dos se denomina agua salobre y es la que se utiliza para su consumo en Puerto Ayora. Gracias a sus transparentes aguas es una zona popular entre bañistas y aficionados del buceo. Entre junio y diciembre el nivel de agua es menor por ser época seca y el agua está más fría (18-20 °C). Entre enero y mayo el nivel de agua es superior gracias a la lluvia y más caliente (24-29 °C).

## Galería

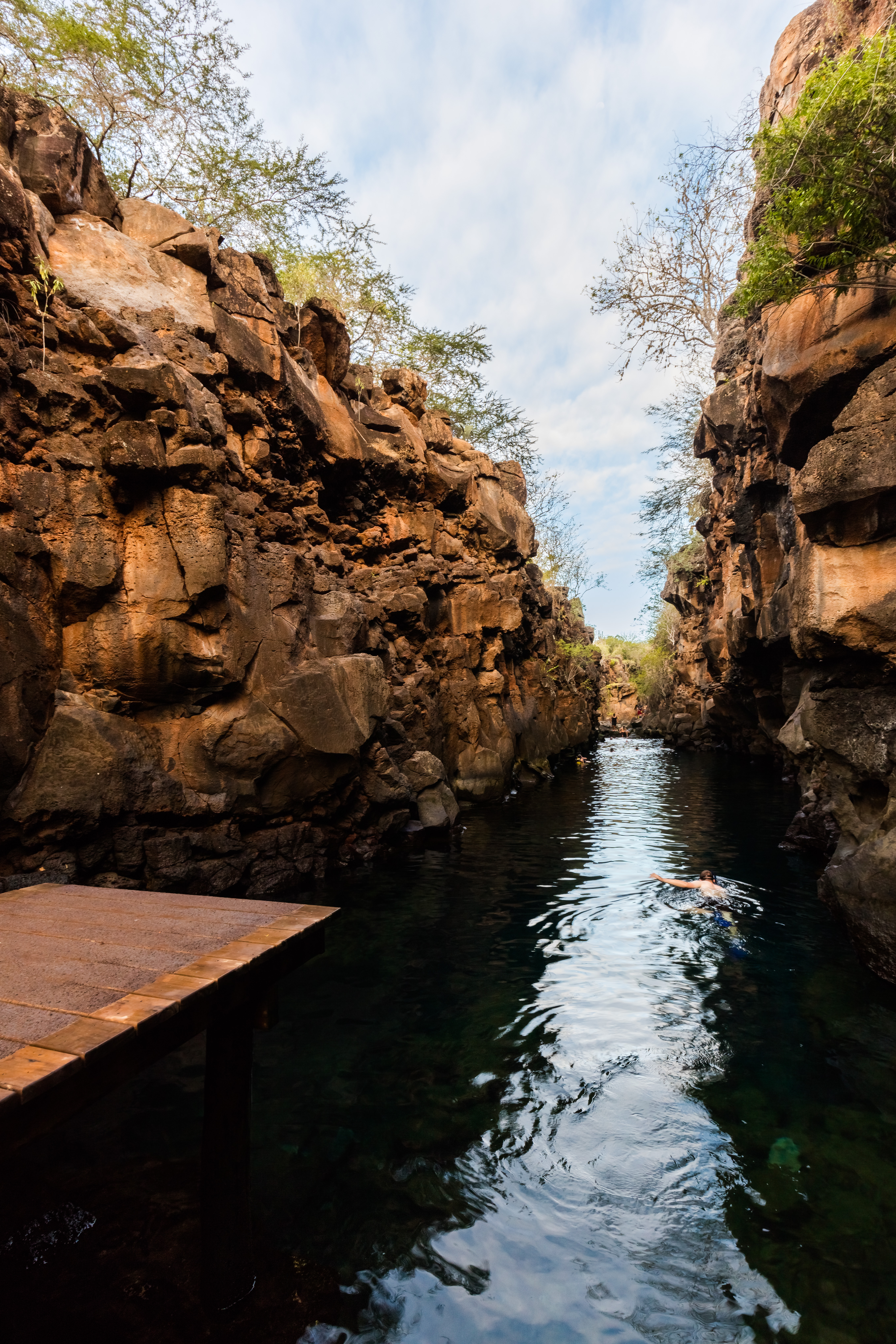
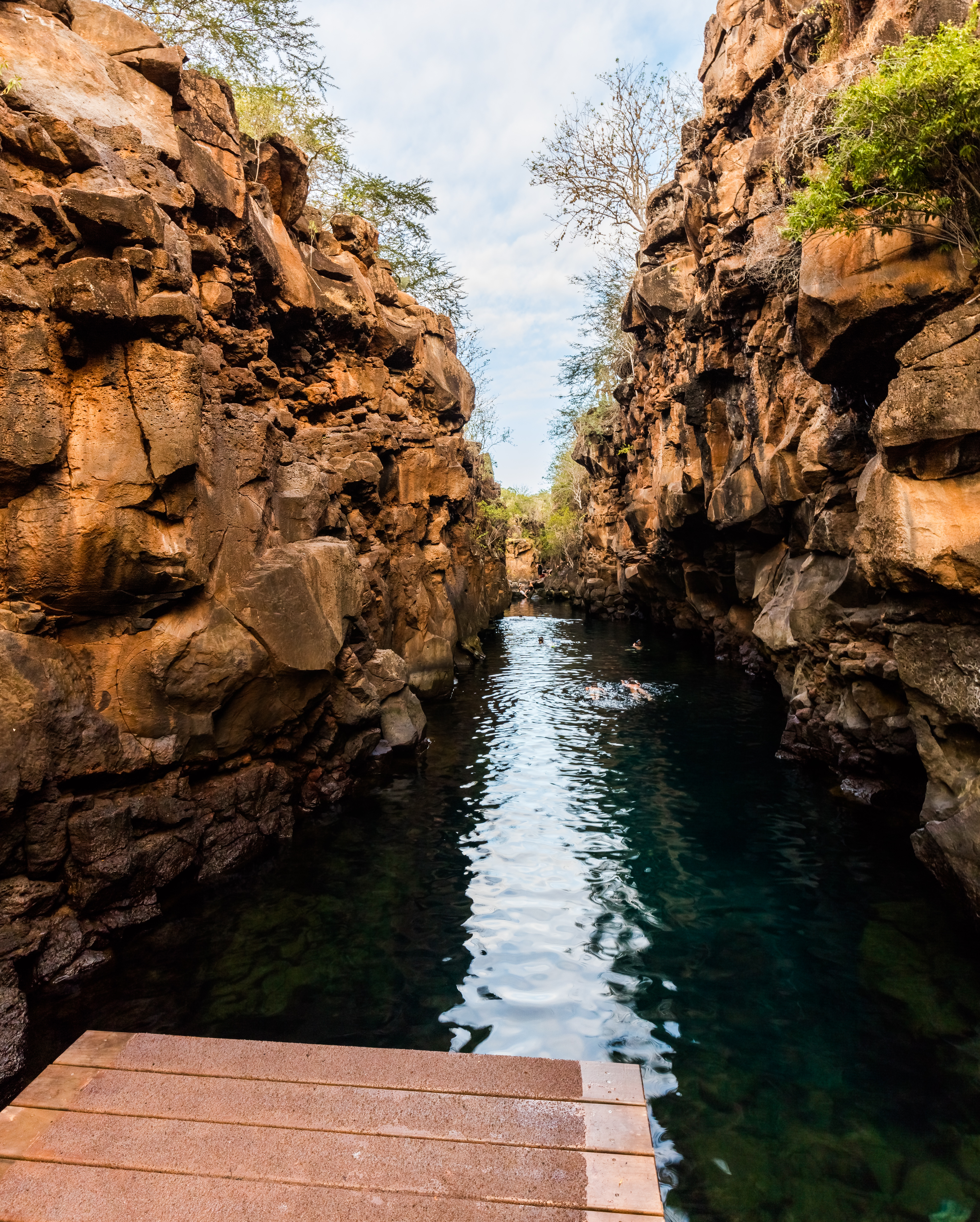
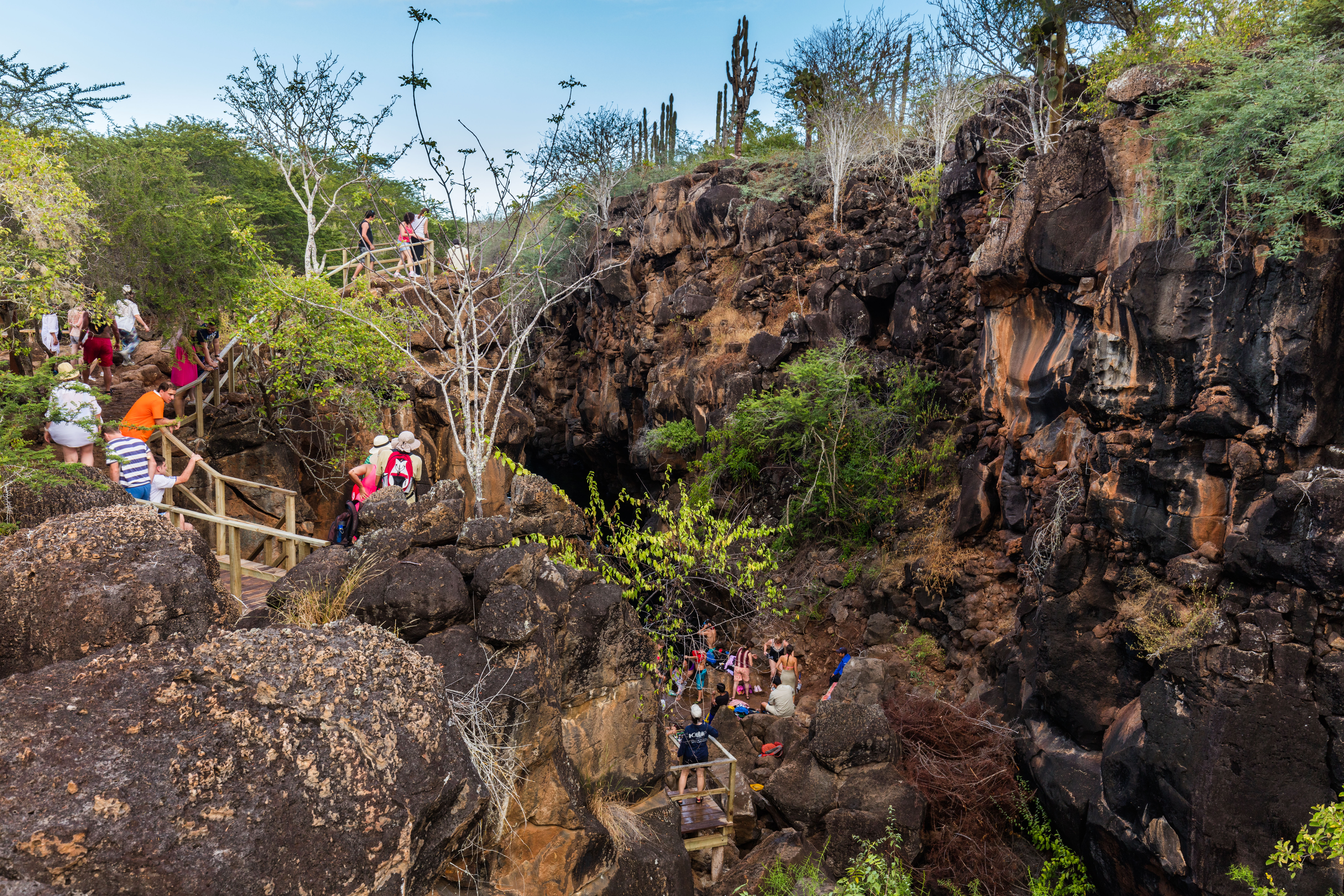
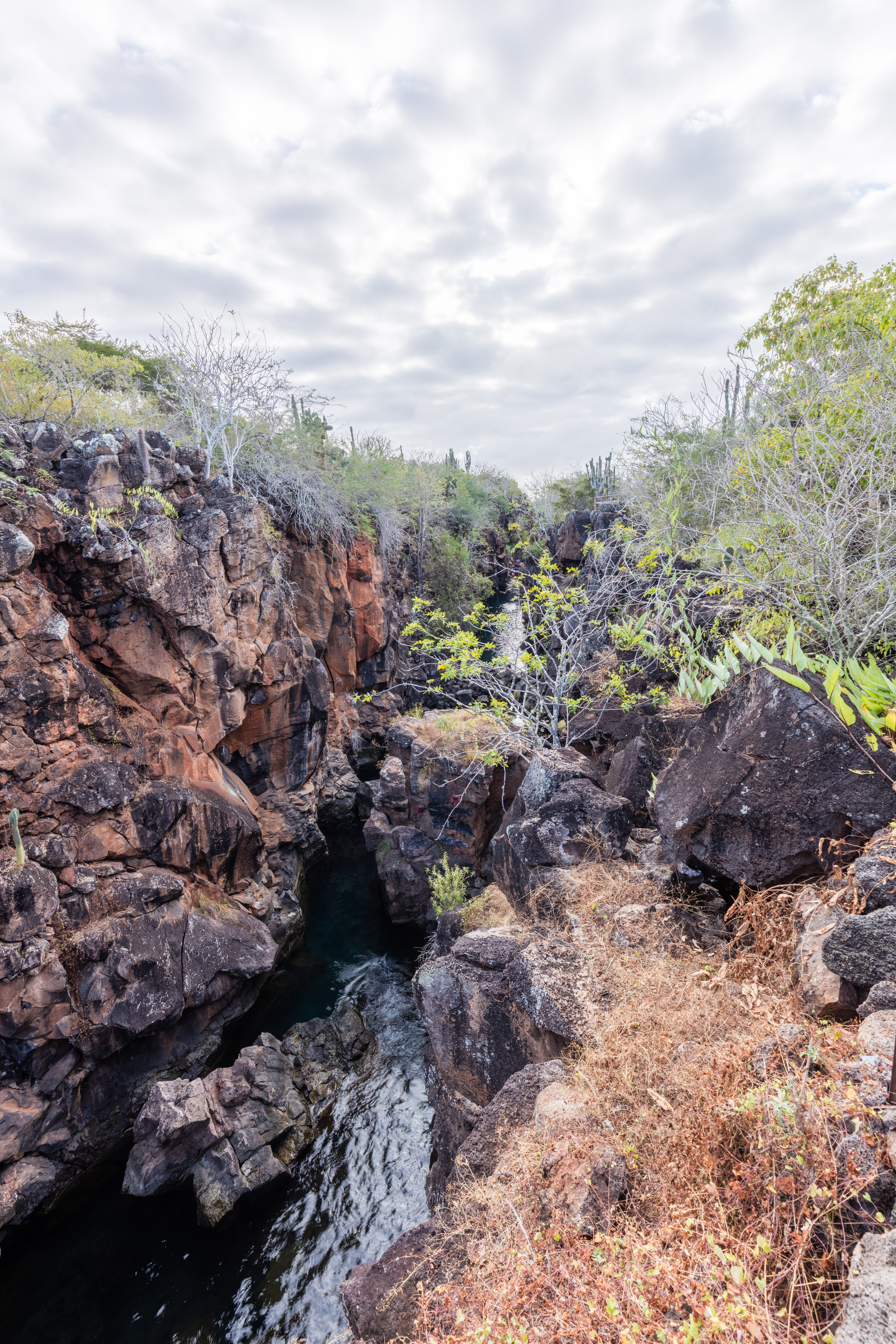
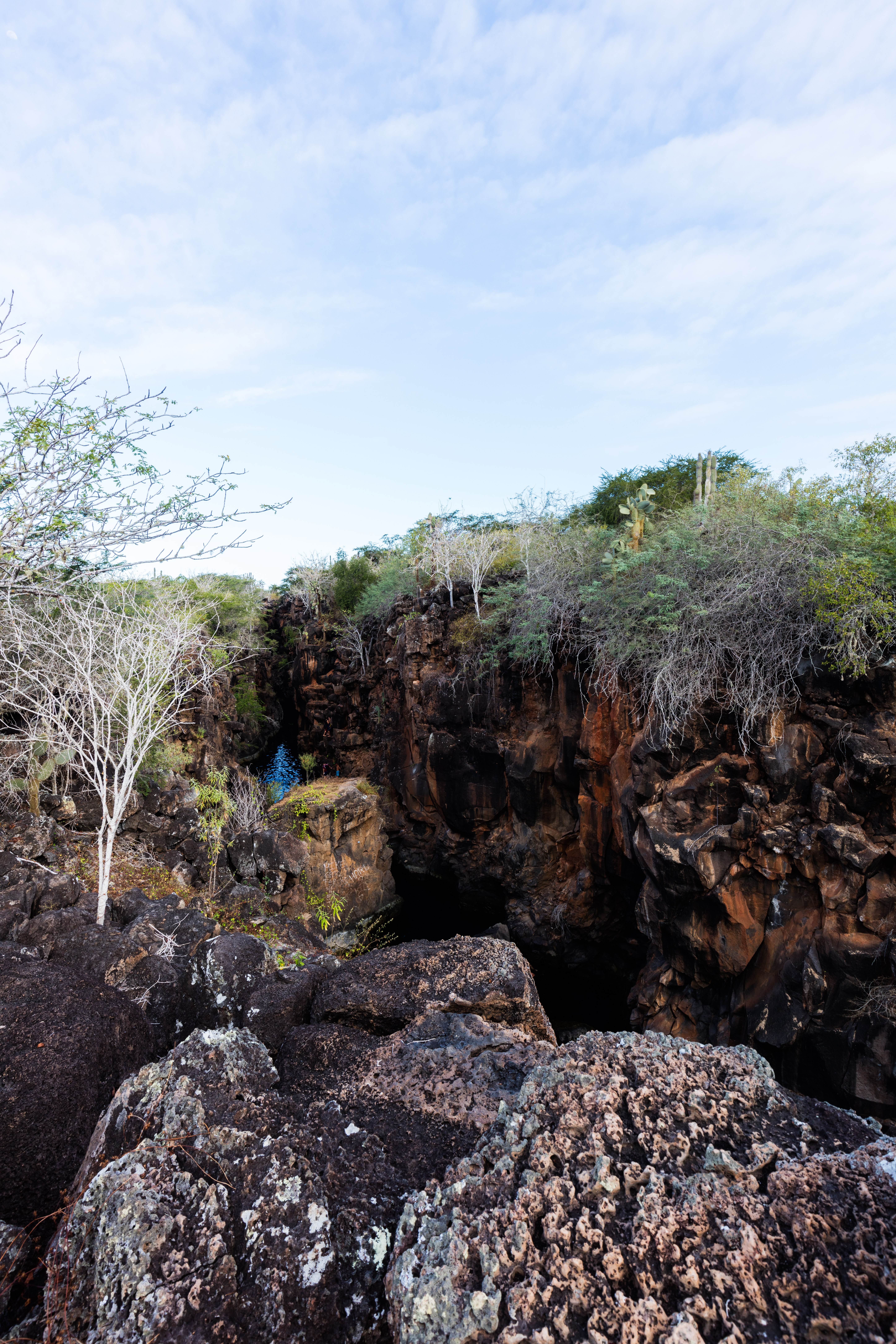
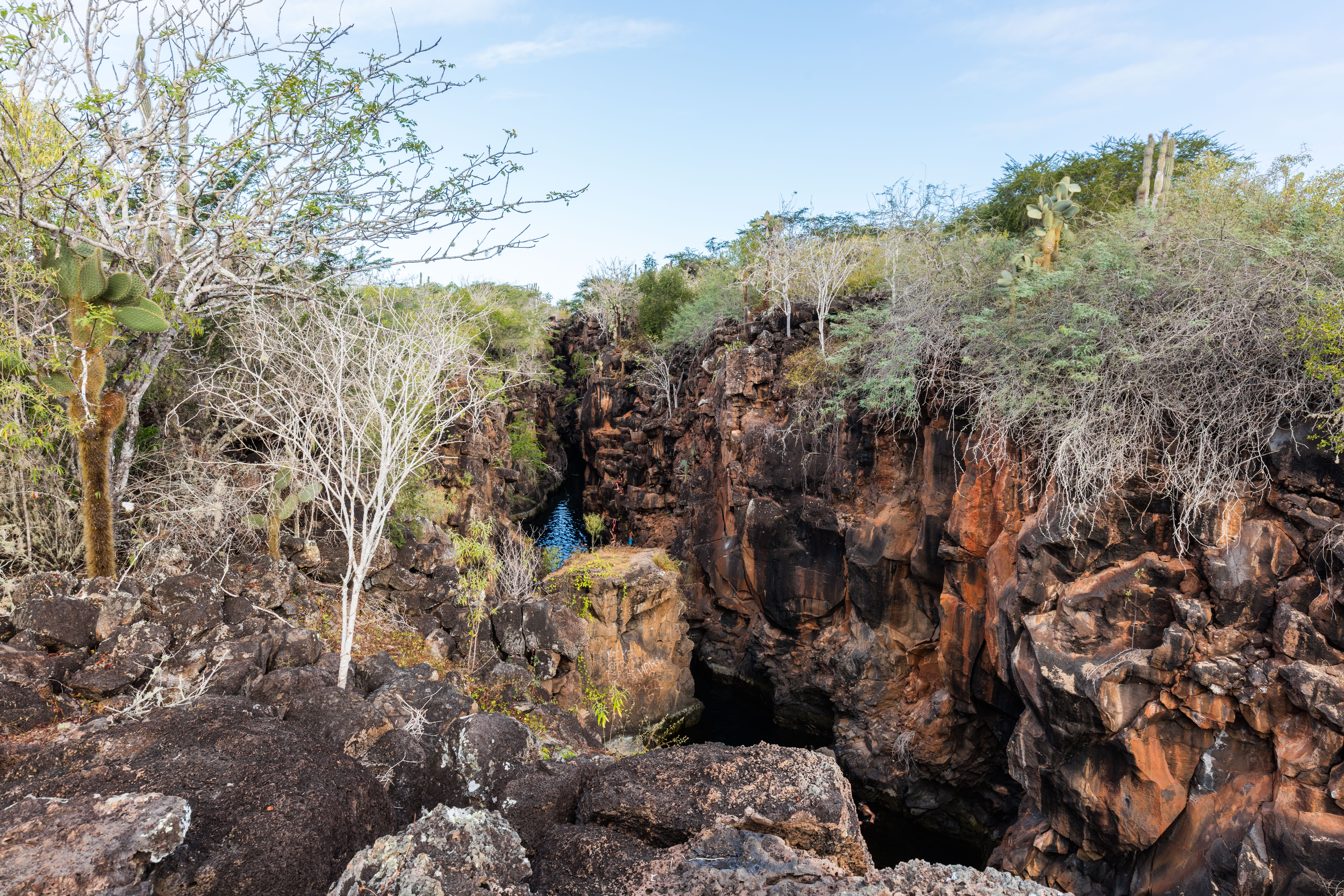
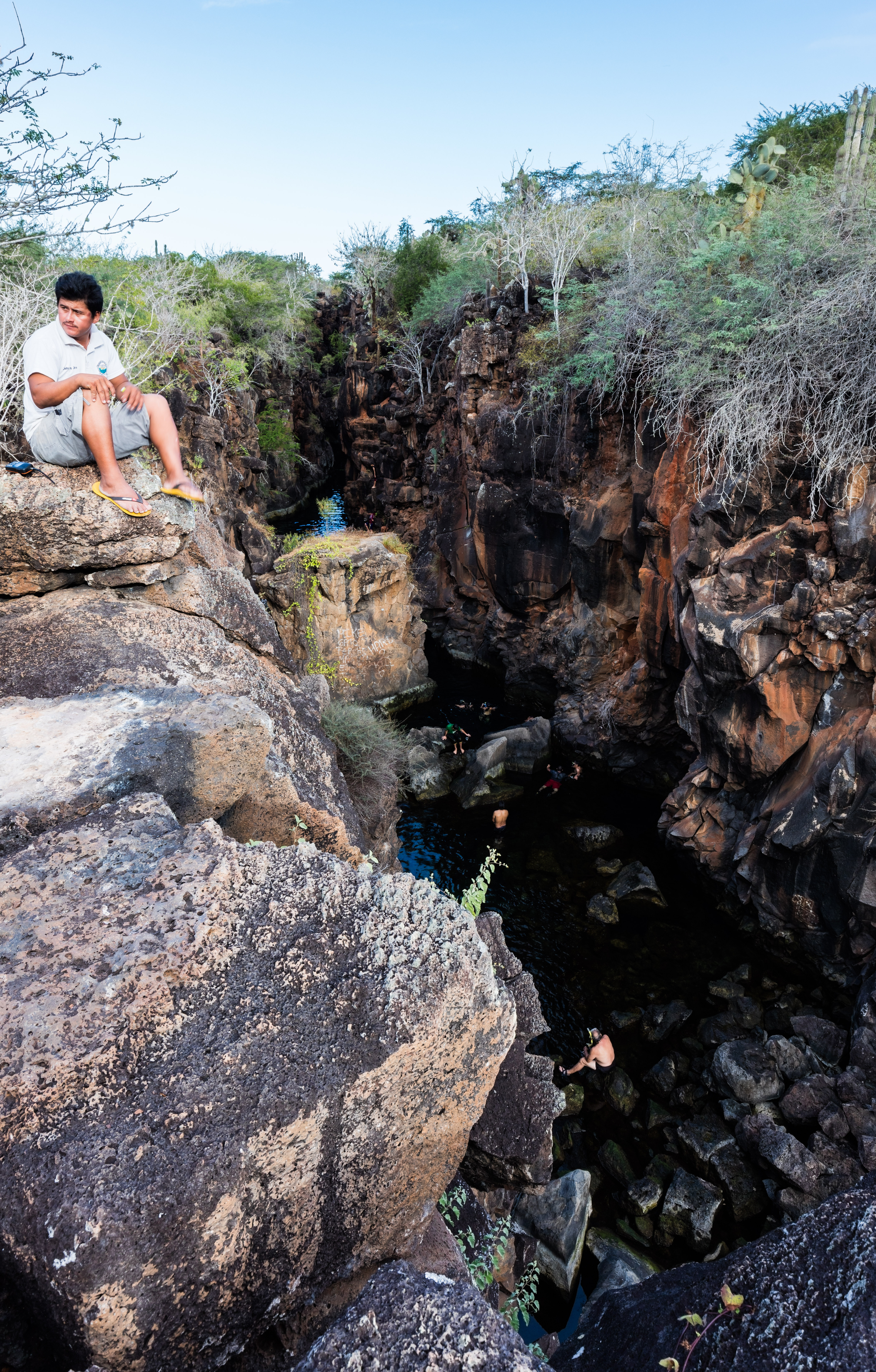
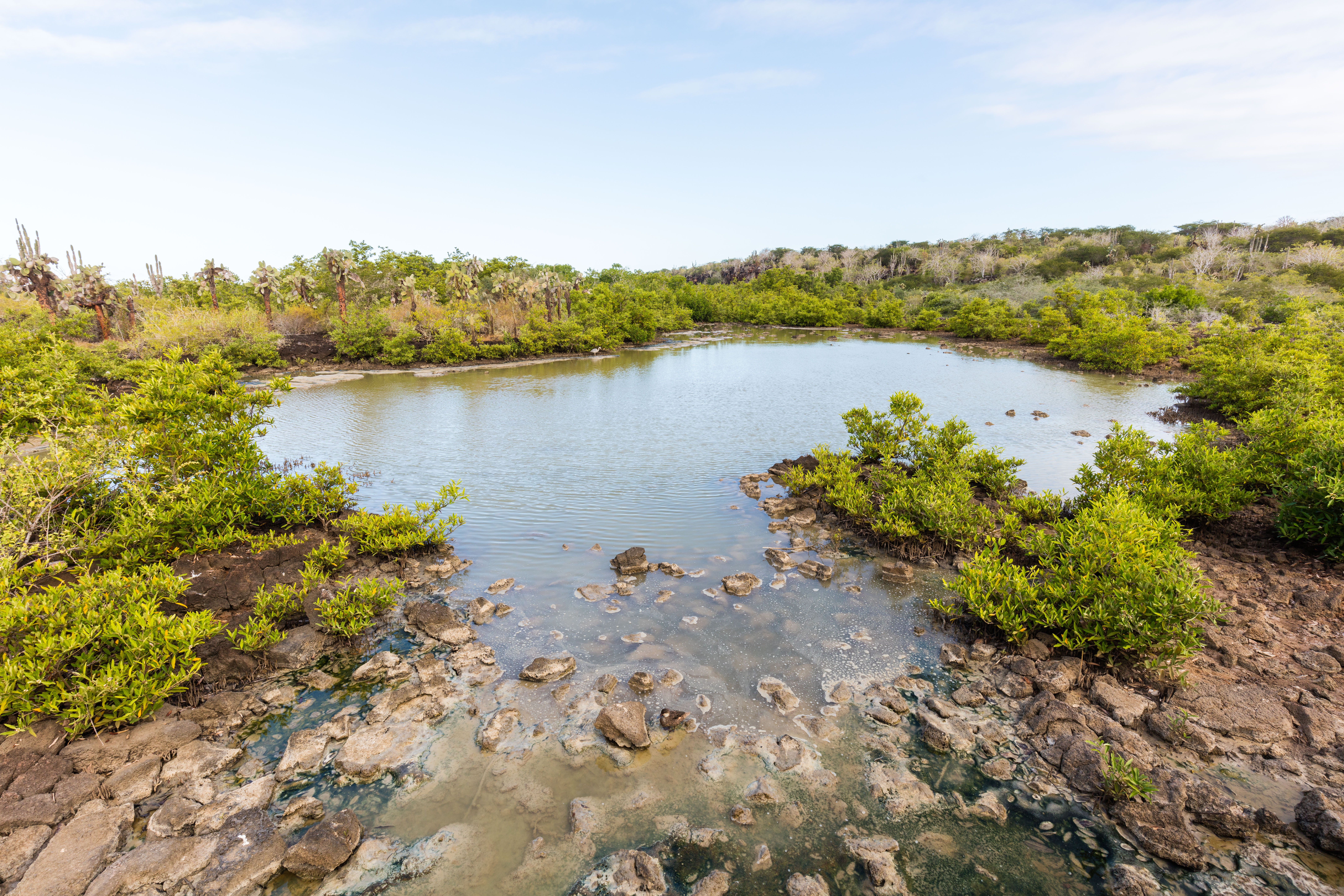